# Порт-Саид (мухафаза)
Порт-Саи́д (араб. بور سعيد‎, Бур-Саи́д) — мухафаза в Арабской Республике Египет. Административный центр — город Порт-Саид. Расположена на северо-востоке страны, у входа в Суэцкий канал. Почти всю территорию мухафазы занимает город Порт-Саид.

## Административное деление
Мухафаза состоит из города Порт-Фуад и 5 основных районов Порт-Саида:
- Зухур (район Цветы)
- Шарк (район Восток)
- Манах (район Климат)
- Араб (район Арабы)
- Дауахи (пригороды)

## Экономика
Основным сектором экономики является торговля. 1 января 1976 года, во время правления Анвара Садата, в мухафазе была создана свободная экономическая зона, в которой все импортируемые товары не облагаются таможенными сборами, что послужило причиной для экономического подъёма города Порт-Саид. Позднее здесь было основано ряд предприятий по производству готовой одежды, которая поставляется в США и страны Европы. В свободной экономической зоне работает около 500 000 рабочих, приезжающих сюда ежедневно на работу из Александрии, Дакахлии и Шаркии.

## Известные жители, уроженцы
- Мохаммед Зидан — футболист, игрок сборной Египта.